# Live ?!*@ Like a Suicide
Albums de Guns N' Roses
Appetite for Destruction
(1987)
Live ?!*@ Like a Suicide est le premier EP du groupe de hard rock américain Guns N' Roses sorti en 1986. Il est sorti sous le label UZI Suicide.Devenu introuvable, il fut réédité à la demande des fans sur leur deuxième EP, G N' R Lies.
À ce jour, il n'a été édité qu'en vinyle et sur cassette audio, ce qui en fait une rareté puisque seulement 10 000 copies (les 2 supports confondus) ont vu le jour.
On retrouve cependant ces 4 titres en versions CD sur le deuxième LP G N' R Lies mais aussi en titres bonus sur la réédition d'"Appetite for destruction" en 2018; d'ailleurs sur cette version de 2018 est ajoutée également le titre "Shadow of Your Love", un inédit de 1987 qui était supposé être une face B de "Move to the city".
Liste des titres:
1. Reckless Life (3:20)
2. Nice Boys (reprise de Rose Tatoo) (3:04)
3. Move to the City (3:43)
4. Mama Kin (reprise d'Aerosmith) (3:57)

Membres du groupe pour cet EP:
- Axl Rose : chant, production
- Slash: guitare solo, guitare rythmique, guitare slide, chœurs, production
- Izzy Stradlin: guitare rythmique et guitare solo, chœurs, production
- Duff McKagan: guitare basse, chœurs, production
- Steven Adler: batterie, percussions, production